# Alaskaperla longidentata
Alaskaperla longidentata är en bäcksländeart som först beskrevs av Raušer 1968.  Alaskaperla longidentata ingår i släktet Alaskaperla och familjen blekbäcksländor. Inga underarter finns listade i Catalogue of Life.